# Gambach (Münzenberg)
Gambach ist der größte Stadtteil von Münzenberg im hessischen Wetteraukreis.

## Geografie
Gambach liegt in der Wetterau oberhalb des Wettertales.

## Geschichte

### Urgeschichte
Erste Siedlungsspuren aus der Steinzeit weisen darauf hin, dass das Gebiet bereits in der Zeit 2500–2000 v. Chr. bewohnt war. Westlich des Ortes verlief der Limes. 1950 wurde eine villa rustica ausgegraben. Weitere derartige Anlagen „Im Brückfeld“ wurden in den 1990er Jahren und 2014 entdeckt. Im Jahre 2017 wurde festgelegt, dass die freigelegten und teilweise rekonstruierten Mauern des Herrenhauses der Villa als „Herzstück einer Grünfläche innerhalb“ eines Neubaugebietes sichtbar erhalten werden sollen.

### Mittelalter
Die älteste erhaltene Erwähnung des Ortes stammt aus dem Jahr 798. Etwa um 1200 wurde ein eigenes Kirchspiel gegründet. Gleichzeitig erhielt das Dorf einen eigenen Gerichtsbezirk. Zum Amt Gambach gehörten neben Gambach selbst die benachbarten Dörfer Griedel, Holzheim und Dorf-Güll.

### Neuzeit
1561 wurde am Kirchhof ein Rathaus erbaut. Die reformierte Kirchengemeinde errichtete in den Jahren 1698 bis 1703 die Gambacher Kirche als Predigtkirche auf kreuzförmigem Grundriss.
Die Statistisch-topographisch-historische Beschreibung des Großherzogthums Hessen berichtet 1830 über Gambach:

„Gambach (L. Bez. Hungen) evangel. Pfarrdorf; liegt unweit der Wetter 3 St. von Hungen, und gehört dem 
Fürsten von Solms-Braunfels. Man zählt 198 Häuser und 1001 Einw., die außer 1 Kath. und 45 Juden, evangelisch sind. Der Ort hat eine Kirche, die 1703 erbaut wurde, ein Rathhaus, ein dem Fürsten von Solms-Braunfels gehöriges Haus mit Scheuern und 4 Mühlen, sodann mehrere Strumpfwirker. Die Feld-Gemarkung hat einen sehr bedeutenden Flächengehalt. – Gambach bestand schon zu Kaiser Carls des Großen Zeiten, und es war in demselben das Kloster Lorsch begütert. Ein Drittel des Gerichts gehörte den Grafen von Nassau, welches aber Graf Philipp, 1416 dem Churfürsten zu Trier, als Herrn zu Falkenstein und Münzenberg, mit lehensherrlicher Bewilligung des Stifts Fulda, gegen das halbe Dorf Reichelsheim vertauschte. Im Jahr 1806 kam das Dorf unter Hess. Hoheit.“

Hessische Gebietsreform (1970–1977)
Im Zuge der Gebietsreform in Hessen wurde die Stadt Münzenberg am 1. Oktober 1971 in die Gemeinde Gambach eingegliedert. Die neugebildete Gemeinde erhielt den Namen Münzenberg und durfte die Bezeichnung Stadt weiterführen. Gambach wurde Sitz der Stadtverwaltung.
Für beide Stadtteile wurden Ortsbezirke mit Ortsbeirat und Ortsvorsteher nach der Hessischen Gemeindeordnung gebildet.

### Verwaltungsgeschichte im Überblick
Die folgende Liste zeigt die Staaten und Verwaltungseinheiten, denen Gambach angehört(e):
- 798: Frankenreich, Wettereiba (in pago Wettereiba)
- vor 1806: Heiliges Römisches Reich, Fürstentum Solms-Braunfels (Anteil an der Herrschaft Münzenberg), Amt Gambach
- ab 1806: Großherzogtum Hessen (Souveränitätslande),[Anm. 2] Fürstentum Oberhessen, Amt Gambach (des Fürsten Solms-Braunfels)[11]
- ab 1815: Großherzogtum Hessen[Anm. 3] (Souveränitätslande), Provinz Oberhessen, Amt Gambach (des Fürsten Solms-Braunfels)[12]
- ab 1820: Großherzogtum Hessen, Provinz Oberhessen, Amt Gambach[Anm. 4]
- ab 1822: Großherzogtum Hessen, Provinz Oberhessen, Landratsbezirk Hungen[13][Anm. 5]
- ab 1841: Großherzogtum Hessen, Provinz Oberhessen, Kreis Hungen
- ab 1848: Großherzogtum Hessen, Regierungsbezirk Friedberg
- ab 1852: Großherzogtum Hessen, Provinz Oberhessen, Kreis Friedberg
- ab 1867: Norddeutscher Bund[Anm. 6], Großherzogtum Hessen, Provinz Oberhessen, Kreis Friedberg
- ab 1871: Deutsches Reich, Großherzogtum Hessen, Provinz Oberhessen, Kreis Friedberg
- ab 1918: Deutsches Reich (Weimarer Republik), Volksstaat Hessen, Provinz Oberhessen, Kreis Friedberg
- ab 1938: Deutsches Reich, Volksstaat Hessen, Landkreis Friedberg[14][Anm. 7]
- ab 1945: Amerikanische Besatzungszone,[Anm. 8] Groß-Hessen, Regierungsbezirk Darmstadt, Landkreis Friedberg
- ab 1946: Amerikanische Besatzungszone, Land Hessen, Regierungsbezirk Darmstadt, Landkreis Friedberg
- ab 1949: Bundesrepublik Deutschland, Land Hessen, Regierungsbezirk Darmstadt, Landkreis Friedberg
- ab 1971: Bundesrepublik Deutschland, Land Hessen, Regierungsbezirk Darmstadt, Landkreis Friedberg, Stadt Münzenberg[Anm. 9]
- ab 1972: Bundesrepublik Deutschland, Land Hessen, Regierungsbezirk Darmstadt, Wetteraukreis, Stadt Münzenberg

### Gerichte seit 1803
In der Landgrafschaft Hessen-Darmstadt wurde mit Ausführungsverordnung vom 9. Dezember 1803 das Gerichtswesen neu organisiert. Für die Provinz Oberhessen wurde das Hofgericht Gießen eingerichtet. Es war für normale bürgerliche Streitsachen Gericht der zweiten Instanz, für standesherrliche Familienrechtssachen und Kriminalfälle die erste Instanz. Übergeordnet war das Oberappellationsgericht Darmstadt. Die Rechtsprechung der ersten Instanz wurde durch die Ämter bzw. Standesherren vorgenommen und somit war für Gambach ab 1806 das „Patrimonialgericht der Fürsten Solms-Braunfels“ in Gambach und später Wölfersheim zuständig.
Mit der Gründung des Großherzogtums Hessen 1806 wurde diese Funktion beibehalten, während die Aufgaben der ersten Instanz 1821–1822 im Rahmen der Trennung von Rechtsprechung und Verwaltung auf die neu geschaffenen Land- bzw. Stadtgerichte übergingen. Ab 1822 ließen die Fürsten Solms-Braunfels ihre Rechte am Gericht durch das Großherzogtum Hessen in ihrem Namen ausüben. „Landgericht Hungen“ war daher die Bezeichnung für das erstinstanzliche Gericht, das für Gambach zuständig war. Auch auf sein Recht auf die zweite Instanz, die durch die Justizkanzlei in Hungen ausgeübt wurde, verzichtete der Fürst 1823.
Erst infolge der Märzrevolution 1848 wurden mit dem „Gesetz über die Verhältnisse der Standesherren und adeligen Gerichtsherren“ vom 15. April 1848 die standesherrlichen Sonderrechte endgültig aufgehoben.
Der Landgerichtsbezirk Hungen musste am 1. November 1848 Gambach an den Landgerichtsbezirk Butzbach abgeben.
Anlässlich der Einführung des Gerichtsverfassungsgesetzes mit Wirkung vom 1. Oktober 1879, infolge derer die bisherigen großherzoglich hessischen Landgerichte durch Amtsgerichte an gleicher Stelle ersetzt wurden, während die neu geschaffenen Landgerichte nun als Obergerichte fungierten, kam es zur Umbenennung in „Amtsgericht Butzbach“ und Zuteilung zum Bezirk des Landgerichts Gießen.
2004 wurde das Amtsgericht Butzbach aufgelöst und dessen Amtsbereich dem Amtsgericht Friedberg zugeschlagem.
Jetzt sind die übergeordneten Instanzen das Landgericht Gießen, das Oberlandesgericht Frankfurt am Main sowie der Bundesgerichtshof als letzte Instanz.

## Bevölkerung
Einwohnerstruktur 2011
Nach den Erhebungen des Zensus 2011 lebten am Stichtag dem 9. Mai 2011 in Gambach 3207 Einwohner. Darunter waren 81 (2,5 %) Ausländer.
Nach dem Lebensalter waren 534 Einwohner unter 18 Jahren, 1370 waren zwischen 18 und 49, 678 zwischen 50 und 64 und 618 Einwohner waren älter.
Die Einwohner lebten in 594 Haushalten. Davon waren 135 Singlehaushalte, 171 Paare ohne Kinder und 219 Paare mit Kindern, sowie 57 Alleinerziehende und 9 Wohngemeinschaften. In 108 Haushalten lebten ausschließlich Senioren und in 384 Haushaltungen leben keine Senioren.
Einwohnerentwicklung
- 1829: 198 Häuser, 1001 Einwohner

| Gambach: Einwohnerzahlen von 1829 bis 2020 | Gambach: Einwohnerzahlen von 1829 bis 2020 | Gambach: Einwohnerzahlen von 1829 bis 2020 | Gambach: Einwohnerzahlen von 1829 bis 2020 | Gambach: Einwohnerzahlen von 1829 bis 2020 |
| --- | ------------------------------------------ | ------------------------------------------ | ------------------------------------------ | ------------------------------------------ |
| Jahr |                                            |                                            |                                            | Einwohner                                  |
| 1829 | 1829                                       |                                            | 1.001                                      | 1.001                                      |
| 1834 | 1834                                       |                                            | 1.215                                      | 1.215                                      |
| 1840 | 1840                                       |                                            | 1.303                                      | 1.303                                      |
| 1846 | 1846                                       |                                            | 1.403                                      | 1.403                                      |
| 1852 | 1852                                       |                                            | 1.468                                      | 1.468                                      |
| 1858 | 1858                                       |                                            | 1.433                                      | 1.433                                      |
| 1864 | 1864                                       |                                            | 1.417                                      | 1.417                                      |
| 1871 | 1871                                       |                                            | 1.362                                      | 1.362                                      |
| 1875 | 1875                                       |                                            | 1.388                                      | 1.388                                      |
| 1885 | 1885                                       |                                            | 1.408                                      | 1.408                                      |
| 1895 | 1895                                       |                                            | 1.399                                      | 1.399                                      |
| 1905 | 1905                                       |                                            | 1.448                                      | 1.448                                      |
| 1910 | 1910                                       |                                            | 1.456                                      | 1.456                                      |
| 1925 | 1925                                       |                                            | 1.550                                      | 1.550                                      |
| 1939 | 1939                                       |                                            | 1.592                                      | 1.592                                      |
| 1946 | 1946                                       |                                            | 2.185                                      | 2.185                                      |
| 1950 | 1950                                       |                                            | 2.260                                      | 2.260                                      |
| 1956 | 1956                                       |                                            | 2.212                                      | 2.212                                      |
| 1961 | 1961                                       |                                            | 2.186                                      | 2.186                                      |
| 1967 | 1967                                       |                                            | 2.321                                      | 2.321                                      |
| 1970 | 1970                                       |                                            | 2.396                                      | 2.396                                      |
| 1980 | 1980                                       |                                            | ?                                          | ?                                          |
| 1990 | 1990                                       |                                            | ?                                          | ?                                          |
| 2000 | 2000                                       |                                            | ?                                          | ?                                          |
| 2007 | 2007                                       |                                            | 3.235                                      | 3.235                                      |
| 2011 | 2011                                       |                                            | 3.207                                      | 3.207                                      |
| 2015 | 2015                                       |                                            | 3.189                                      | 3.189                                      |
| 2020 | 2020                                       |                                            | 3.456                                      | 3.456                                      |
| Datenquelle: Historisches Gemeindeverzeichnis für Hessen: Die Bevölkerung der Gemeinden 1834 bis 1967. Wiesbaden: Hessisches Statistisches Landesamt, 1968. Weitere Quellen: LAGIS; Stadt Münzenberg; Zensus 2011 |                                            |                                            |                                            |                                            |

Historische Religionszugehörigkeit
| • 1829: | 955 evangelische (= 95,40 %), 45 jüdische (= 4,49 %) und ein katholischer (= 0,01 %) Einwohner |
| • 1961: | 1760 evangelische (= 80,51 %), 415 katholische (= 18,98 %) Einwohner                           |

## Wappen
| Wappen von Gambach | Blasonierung: „Schild geteilt. Oben im goldenen Feld der wachsende rot bewehrte Solmser Löwe. Unten im blauen Feld ein silberner Bach.“ |
| Wappen von Gambach | Das Wappen wurde am 10. Januar 1955 durch das Hessische Innenministerium genehmigt.                                                     |

## Kultur und Sehenswürdigkeiten

### Kulturdenkmäler
Siehe: Liste der Kulturdenkmäler in Gambach

### Mühlen
Es gab vier Mühlen. Die ehemalige Lohmühle (Obergasse) und die Pletschmühle vor dem südlichen Ortsrand, dazu die beiden im Wettertal gelegenen Mühlen (Bachmühle und Waschmühle). Diese beiden sind als eigenständige Kulturdenkmäler ausgewiesen.

## Wirtschaft und Infrastruktur

### Verkehr

#### Straßenverkehr
Nördlich des Ortes liegt das Gambacher Kreuz, wo sich die Bundesautobahnen 5 und 45 kreuzen. Südlich des Ortes verläuft die Bundesstraße 488, durch den Ort die Landesstraße 3132 nach Gießen.

#### Bus und Bahn
Die Butzbach-Licher Eisenbahn schließt seit 1904 Gambach an das Eisenbahnnetz an. Heute verkehren aber nur noch Museumszüge der Eisenbahnfreunde Wetterau e. V. (EFW) auf der Strecke Bad Nauheim Nord–Griedel–Münzenberg. Der öffentliche Personennahverkehr wird vom Rhein-Main-Verkehrsverbund (RMV) mit den Buslinien FB-52 (Butzbach–Lich und zurück), FB-57 (Butzbach–Beienheim und zurück) und 377 (Gambach–Gießen und zurück) sichergestellt. Betreiber der Linien FB-52 und FB-57 ist die ESE Verkehrsgesellschaft mbH, die zum Fahrplanjahr 2024 die HLB Hessenbus ablöste. Betreiber der Linie 377 ist die Verkehrsgesellschaft Gießen.

### Öffentliche Einrichtungen
Im Dorf gibt es
- die Kindertagesstätte „Taubenhaus“,
- den Kindergarten „Kinderbrücke“,
- den Kleinkindergarten „Bienenhaus“,
- die Grundschule Gambach,
- ein Dorfgemeinschaftshaus,
- eine Tennisanlage[24] und
- einen Sportplatz.